# Skanderborg
Skanderborg est une commune du Danemark située dans la région du Jutland-Central ; c’est également le nom de son chef-lieu. La commune comptait 61 974 habitants en 2019, pour une superficie de 436,1 km2.
Depuis 1980, un festival de musique a lieu chaque année dans la forêt jouxtant la ville de Skanderborg.

## Géopolitique

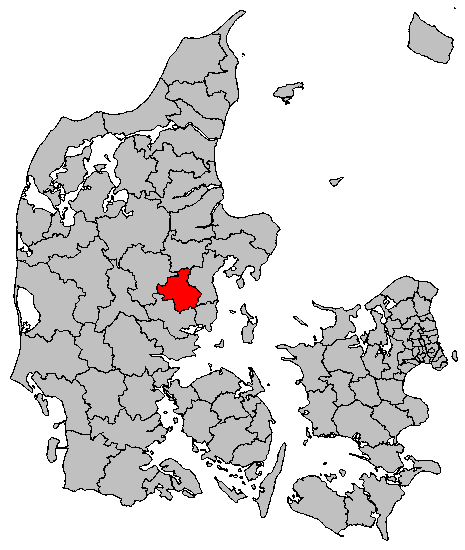
La commune de Skanderborg

La commune actuelle est issue du regroupement, à l’occasion de la réforme communale de 2007, d’une ancienne commune homonyme et de celles de Galten, Hørning et Ry, ainsi que de la paroisse de Voerladegård.[précision nécessaire]
| Période          | Période          | Identité      | Étiquette        | Qualité |
| ---------------- | ---------------- | ------------- | ---------------- | ------- |
| 1er janvier 2007 | 31 décembre 2009 | Jens Grønlund | Venstre          |         |
| 1er janvier 2010 | En cours         | Jørgen Gaarde | Social-démocrate |         |

## Sport
Handball
- Skanderborg Håndbold